# Helmut Henne
Helmut Henne (* 5. April 1936 in Kassel; † 4. März 2021) war ein deutscher Germanist und Hochschullehrer an der Technischen Universität Braunschweig.

## Leben
Henne studierte Germanistik, Anglistik und Philosophie erst an der Universität Göttingen und dann ab 1958 an der Universität Marburg. Dem Studienabschluss 1962 mit dem Ersten Staatsexamen für das Höhere Lehramt folgte eine Stelle als wissenschaftliche Hilfskraft beim Institut „Deutscher Sprachatlas“ und 1964 die Promotion mit einer varietätenlinguistisch begründeten Studie zum Wortschatz der Frühen Neuzeit bei Ludwig Erich Schmitt. Nach der Habilitation im Jahre 1970 über „Semantik und Lexikographie: Untersuchungen zur lexikalischen Kodifikation der deutschen Sprache“ erhielt Henne 1971 einen Ruf auf die Professur für Germanistische Linguistik an der Technischen Universität Braunschweig und lehrte dort bis zu seiner Emeritierung im Jahr 2001.
Henne war Mitbegründer und von 1973 bis 2001 Mitherausgeber der Zeitschrift für germanistische Linguistik, Mitbegründer und von 1975 bis 2003 Mitherausgeber der Reihe Germanistische Linguistik sowie von 1986 bis 2010 Mitherausgeber der Zeitschrift Germanistik. Internationales Referatenorgan.
Von 1979 bis 1991 war er Mitglied des Kuratoriums des Instituts für Deutsche Sprache in Mannheim, von 1989 bis 1991 Vorsitzender der dortigen Kommission für Fragen der Sprachentwicklung. 1982 wurde er als ordentliches Mitglied in die Braunschweigische Wissenschaftliche Gesellschaft aufgenommen. 1996 wurde Henne mit dem Konrad-Duden-Preis ausgezeichnet. Ab 1999 war er Ordentliches Mitglied der Akademie der Wissenschaften zu Göttingen. Dort war er in der Leitungskommission des Projekts „Ortsnamen zwischen Rhein und Elbe – Onomastik im europäischen Raum“. Von 2005 bis 2012 war er Vorsitzender der Leitungskommission. Zugleich war er Mitglied der Leitungskommission des Projekts Deutsches Wörterbuch (Arbeitsstelle Göttingen).

## Forschungsschwerpunkte
Seine Forschungsgebiete waren lexikalische Semantik und Lexikographie, deutsche Gegenwartssprache und neuhochdeutsche Sprachgeschichte, (historische) Studenten-, Schüler- und Jugendsprache (Gruppensprachen, Standardsprache) und die Literatursprache der Moderne, Gesprächsanalyse.

## Leistung
Als akademischer Lehrer hat Helmut Henne rund 20 Dissertationen und vier Habilitationen betreut. Zu seinen Schülern gehören unter anderem Armin Burkhardt, Hiltraud Casper-Hehne, Dieter Cherubim, Heidrun Kämper, Jörg Kilian, Georg Objartel und Hiroyuki Takada.
Helmut Henne kann als einer der Gründerväter der Modernen Linguistik in Deutschland bezeichnet werden. Durch Rezeption und Vermittlung zunächst des strukturalistischen, dann des pragmatischen Paradigmas hat er die Entfaltung der Germanistischen Linguistik wesentlich vorangetrieben. Das von ihm 1973 zusammen mit seinen früheren Marburger Kollegen Hans Peter Althaus und Herbert Ernst Wiegand herausgegebene Lexikon der Germanistischen Linguistik, das 1980 eine zweite Auflage erlebte, bezeugt dies. Durch seine wissenschaftlichen Beiträge und seine Mitarbeit in wichtigen Institutionen und Gremien hatte er großen Anteil daran, dass die Germanistische Linguistik zu einer Grundlagenwissenschaft von Altgermanistik, Literaturgeschichte, Philosophie und anderer Disziplinen ausgebaut werden konnte und seither zu den Kernbereichen germanistischer Institute zählt.
Hennes wissenschaftliches Interesse galt stets der Erforschung von Gruppensprachen, des Verhaltens im Gespräch, sprachgeschichtlicher Prozesse sowie der linguistischen Reflexion und Analyse literarischer Texte und Entwicklungen. Daneben war und war Hennes wissenschaftliche Arbeit vor allem dem Problem der Bedeutung gewidmet und der Umsetzung semantischer Theorie in lexikographische Praxis.
Schon in seiner Habilitationsschrift „Semantik und Lexikographie“ (1972) hat er von der (strukturellen) Semantik zur Lexikographie eine  Brücke geschlagen. Nicht nur hat er diese Themen später in vielen kleineren Studien zur Lexikographie des Deutschen weiterfolgt und manches davon in dem Kapitel „Wort und Wortschatz“ in hilfreicher Weiterentwicklung und Zusammenschau leicht verständlich dargestellt, sondern als einer der wenigen Theoretiker der Semantik auch den Schritt in die praktische Lexikographie gewagt.
Unter seiner Leitung wurde seit 1986 das bedeutungsgeschichtliche Deutsche Wörterbuch von Hermann Paul  gründlich überarbeitet und das Resultat 1992 der Öffentlichkeit vorgelegt. Dieses Projekt wurde von der Deutschen Forschungsgemeinschaft gefördert. Ziel der Überarbeitung war es, das zuerst 1897 erschienene und bis dato in acht zumeist überarbeiteten Auflagen vorliegende Wörterbuch erneut zu aktualisieren, d. h. sowohl den Stichwortbestand als auch die Bedeutungsbeschreibungen und Belegungen in den einzelnen Artikeln an die Gegenwart und den aktuellen Forschungsstand heranzuführen. Darüber hinaus liegt ein besonderer Vorzug des „neuen Paul“, an dessen Erarbeitung die Projektmitarbeiter Georg Objartel und Heidrun Kämper sowie einige andere Mitwirkende ihren Anteil hatten, darin, dass moderne Techniken der semantischen Paraphrase systematisch benutzt, neuere lexikologische Forschungen berücksichtigt, auch Partikeln und wichtige Entlehnungen gründlich beschrieben und zitierte Quellen – auch andere, bzw. frühere Wörterbücher – lückenlos angegeben wurden. In den 1990er Jahren wurde das Wörterbuch unter der Leitung Hennes ein weiteres Mal überarbeitet. Die zehnte und bisher letzte Auflage erschien 2002.
Hennes Spätwerk widmet sich vor allem der Untersuchung von Sprache in Literatur. Die Zuwendung zu literarischen Texten artikuliert noch einmal sein prägendes Selbstverständnis als Wissenschaftler: dass die Germanistische Linguistik in ihren unterschiedlichen Teildisziplinen und Forschungsgebieten einen philologischen Anspruch aufrechterhalten muss – getreu den Worten Jacob Grimms: „was haben wir denn gemeinsames als unsere sprache und literatur?“
Drei Forschungsbereiche eröffnen sich der Germanistischen Linguistik in Hennes Spätwerk: ausgehend vom bedeutungsgeschichtlichen Ansatz der Wörterbucharbeit skizziert Henne vor allem in der Interpretation von Christian Morgensterns Gedichten Konturen einer literarischen Semantik; die Auseinandersetzung mit der Thematisierung von Sprache in Literatur und Sprachphilosophie um 1900 nimmt den Bereich der Sprachkritik näher in den Blick, wobei in diesem Zusammenhang insbesondere die Werke Fritz Mauthners einer kritischen Würdigung unterzogen werden; der Titel des 1993 veröffentlichten Aufsatzes „Literaten als Chronisten der Sprache. Am Beispiel von Arno Schmidt und Botho Strauß“ formuliert schließlich die Hennes Schaffen wohl insgesamt leitende Einsicht, dass die Entzifferung literarischer Texte der Rekonstruktion und der Veranschaulichung von Sprachgeschichte dient.

## Veröffentlichungen (Auswahl)
- Hochsprache und Mundart im schlesischen Barock. Studien zum literarischen Wortschatz in der ersten Hälfte des 17. Jahrhunderts (= Mitteldeutsche Forschungen. Band 44). Köln/Graz 1966 [Dissertation].
- Semantik und Lexikographie. Untersuchungen zur lexikalischen Kodifikation der deutschen Sprache. (Habilitationsschrift; Studia Linguistica Germanica 7). Walter de Gruyter, Berlin / New York 1972, ISBN 3-11-003528-6.
- Hans Peter Althaus, Helmut Henne, Herbert Ernst Wiegand (Hrsg.): Lexikon der Germanistischen Linguistik. Max Niemeyer, Tübingen 1973, ISBN 3-484-10186-5.
- Sprachpragmatik. Nachschrift einer Vorlesung (= Germanistische Linguistik. 3. Kollegbuch). Max Niemeyer, Tübingen 1975, ISBN 3-484-10241-1.
- mit Helmut Rehbock: Einführung in die Gesprächsanalyse (= Sammlung Göschen. Band 2212). 4., durchgesehene und bibliographisch ergänzte Auflage. Walter de Gruyter, Berlin / New York 2001, ISBN 3-11-017217-8.
- mit Heidrun Kämper-Jensen und Georg Objartel: Historische deutsche Studenten- und Schülersprache. Einführung, Bibliographie und Wortregister (= Bibliothek zur historischen deutschen Studenten- und Schülersprache. Band 1). Walter de Gruyter, Berlin / New York 1984, ISBN 3-11-009992-6.
- Der Pfaffe Amis von dem Stricker. Ein Schwankroman des 13. Jahrhunderts (= Göppinger Arbeiten zur Germanistik. Band 530). Hrsg. und übersetzt von H. Henne. Kümmerle Verlag, Göppingen 1991, ISBN 3-87452-770-0.
- Hermann Paul: Deutsches Wörterbuch. 10., überarbeitete und erweiterte Auflage. Hrsg. von Helmut Henne, Heidrun Kämper und Georg Objartel. Max Niemeyer, Tübingen 2002, ISBN 3-484-73057-9.
- Jugend und ihre Sprache. Darstellung, Materialien, Kritik. 2. Auflage. Georg Olms, Hildesheim / Zürich / New York 2009, ISBN 978-3-487-13989-0.
- Wort und Wortschatz. In: Günther Drosdowski u. a. (Hrsg.): Duden. Grammatik der deutschen Gegenwartssprache. Band 4. 5., völlig neu bearb. u. erw. Auflage. Dudenverlag, Mannheim u. a. 1995, ISBN 3-411-04045-9.
- Sprachliche Erkundung der Moderne. Mannheim 1996, ISBN 3-411-05631-2.
- Jörg Kilian, Iris Forster (Hrsg.): Reichtum der Sprache. Studien zur Germanistik und Linguistik. Max Niemeyer, Tübingen 2006, ISBN 3-484-73065-X.
- Sprachliche Spur der Moderne in Gedichten um 1900: Nietzsche, Holz, George, Rilke, Morgenstern. Walter de Gruyter, Berlin / New York 2010, ISBN 978-3-11-023000-0.